# Old Course
Old Course i St Andrews er den ældste golfbane i verden. Old Course er en offentlig bane beliggende i byen St Andrews i Fife, Skotland og ejes af St Andrews Links Trust, der er reguleret efter britisk lov. The Royal and Ancient Golf Club of St Andrews' (R&A) klubhus er placeret ved siden af første teested, men det er kun en af mange klubber, der har spillerettigheder på banen. Banen også åben for offentligheden.

## Historie
Det er usikkert, hvornår golf første gang blev spillet på stedet, hvor Old Course nu ligger. Det tidligste skriftlige bevis er en licens udstedt i 1552, som tillader befolkningen at opdrætte kaniner, spille golf og fodbold samt dyrke skydning langs kysten. Den første skriftlige kilde, der angiver at der blev spillet golf på Old Course, daterer sig til 1574, hvilket ville gøre Old Course til den femteældste linksgolfbane i Skotland. Dokumenter fra kong James IV's regerinsgstid viser imidlertid, at han købte golfkøller i St Andrews i 1506, blot fire år efter sit første golfkøllekøb i Perth, hvilket kan indikere at Old Course er væsentlig ældre end de skriftlige beviser antyder. Banen udviklede sig i mange år uden hjælp fra nogen egentlig arkitekt. Oprindeligt blev der spillet ud og hjem på det samme sæt fairways og til de samme huller. Da interessen for spillet steg, blev tornbladbevoksningen skåret ned, så der blev plads til to parallelle fairways. Alle greens blev ligeledes gjort større, og der blev lavet to huller i hver green.
Old Course havde oprindeligt 12 huller, hvoraf 10 blev spillet både ud og hjem, dvs. i alt 22 huller. Da spillet på banen intensiveredes, blev de første fire huller (hvoraf alle blev spillet to gange) i 1764 lagt sammen til to huller, hvilket gav en total på 18 huller. Dette blev senere standardantallet af huller på golfbaner i hele verden. Omkring 1863 fik Old Tom Morris 1. green adskilt fra 17. green, hvilket gav det nuværende 18-hullerslayout med syv dobbeltgreens.

## Egenskaber
En af de unikke egenskaber ved the Old Course er de store dobbeltgreens. Syv greens deles af to huller hver, hvor hullernes numre summerer til 18 (2. er parret med 16. hul, 3. med 15., ..., 8. med 10.). Kun 1., 9., 17. og 18. har deres egne greens. Swilcan Bridge mellem 1. og 18. hul er blevet et berømt ikon i golfverdenen.
Old Courses 17. hul er også kendt som The Road Hole. Det er en af verdens mest berømt golfhuller.
- Spillere, der slår ud fra backtee, kan ikke se hvor deres teeslag lander, hvilket ikke i sig selv er usædvanligt, men slaget skal slås over et hjørne af The Old Course Hotel.
- Bortset fra rough er den primære forhindring foran greenen bunkeren, der er kendt som "Road Hole Bunker."
- Bag greenen løber en asfaltvej og en gammel stensætning. Begge er i spil, så et for langt indspil kan medføre, at en spiller skal spille videre fra vejen eller slå mod stensætningen og håbe på en heldig rikochettering.

En anden unik egenskab er, at banen kan spilles i begge retninger, både med og mod urets retning. Almindeligvis spilles banen mod uret, men spil med uret har de senere år været tilladt én dag om året, og siden 2008 har det været tilladt fredag, lørdag og mandag i den første weekend i april. Oprindeligt blev spilretningen vendt hver uge af hensyn til græsset.
En anden usædvanlighed ved the Old Course er, at den er lukket om søndagen for at lade banen hvile. Nogle søndage bliver banen til en park for alle byens folk, der kommer ud for at gå tur, holde picnic og ellers bare nyde området. Som hovedregel er spil på banen om søndagen kun tilladt i disse tilfælde:
- Den sidste dag af Dunhill Links Championship, en årlig begivenhed på European Tour.
- Den sidste dag af The Open Championship og Women's British Open, når disse turneringer afholdes på Old Course. Dette sker ca. hvert femte år for mændene, mens banen først blev optaget på kvindernes rotation i 2007.
- Den sidste dag af to store amatørturneringer: St Andrews Links Trophy og St Rule Trophy.
- Når banen er vært for andre større begivenheder, f.eks. da banen var vært for Curtis Cup i 2008.

At vinde The Open Championship i St Andrews anses som noget helt særligt på grund af banens lange tradition. Tidligere vindere inkluderer Tiger Woods (to gange), John Daly, Nick Faldo, Seve Ballesteros, Jack Nicklaus (to gange), Tony Lema, Kel Nagle, Bobby Locke, Peter Thomson, Sam Snead, Dick Burton, Denny Shute, Bobby Jones, Jock Hutchison, James Braid (to gange), John Henry Taylor (to gange), Hugh Kirkaldy, Jack Burns, Bob Martin (to gange), Jamie Anderson, Tom Kidd, Lorena Ochoa og senest Louis Oosthuizen i The Open Championship 2010.
I 2005 blev Old Course rangeret som den bedste golfbane uden for USA af Golf Digest.